# Poliévik
Le pol(i)évik (ou polévoï) et son équivalent féminin la polovdnitsa (ou poloudnitsa) sont des esprits de la nature comparables aux lutins et aux fées, connus du folklore des pays slaves, notamment en Pologne (polewik) et en Russie (Полевой). Ils ont pour fonction première de veiller sur les champs, mais peuvent également jouer des tours aux paysans et à leurs enfants.

## Étymologie
L'elficologue Pierre Dubois emploie la variante russe poliévik. La variante polevik correspond à la version polonaise ou tchèque. L'orthographe française est assez variable. Pour l’équivalent féminin, Pierre Dubois parle de « polovdnitsa » et Pierre Crépon de « poloudnitza ». « Poloudnitza » (Полу́дница) et ses variantes seraient issues du mot russe pour midi, polden.

## Fonction et apparence
Ils sont dévolus au soin des champs. Le poliévik commande aux herbes folles de s'écarter des herbes utiles, aux insectes de cesser leurs dégâts, au vent et à la grêle de ne pas abîmer les moissons. S'il est de mauvaise humeur, un poliévik peut s'attaquer aux paysans isolés et aux ivrognes fainéants qui s'endorment dans leurs champs au lieu de labourer. L'une de ses particularités serait de changer de taille en fonction de la croissance des plantes à moissonner : il retourne à la taille d'une graine après les récoltes,. Une croyance répandue veut qu'il se cache alors dans la dernière gerbe moissonnée, qui était traditionnellement habillée comme une poupée et présentée au propriétaire des terres concernées lors d'une fête. Passé le mois de septembre, le poliévik réclame ce qui n'a pas été moissonné. L'apparence du poliévik reflèterait sa fonction : son corps a la couleur de la terre, et ses cheveux sont verts. Pierre Dubois leur attribue une peau cuivrée et des yeux bleus.
La polovdnitsa est principalement connue au nord de la Russie. Elle apparaîtrait aux paysannes dans les chemins pour leur poser des questions sur les plantes qui poussent dans les champs. Si elles ne savent pas répondre, elle les étrangle. Elle égare aussi les enfants dans les champs. Dans la mythologie slave, la poloudnitsa est une fée des champs qui se présente généralement sous la forme d'une grande femme ou d'une fille habillée en blanc. Elle apparaît dans les champs à minuit quand les agriculteurs se reposent de leurs labeurs aux champs.

## Origine et symbolique
Comme tous les esprits des plantes et des moissons, le poliévik et la polovdnitsa symbolisent le besoin de maintenir les plantes en bonne santé et de respecter le rythme de la Terre. De manière générale, ces esprits rejoignent un folklore abondant d'êtres liés à la nature, tous plus ou moins malfaisants et nés de l'imagination populaire. Ils se situent dans l'espace intermédiaire entre la nature sauvage et la maison.